# (1484) Postrema
(1484) Postrema es un asteroide perteneciente al cinturón de asteroides descubierto el 29 de abril de 1938 por Grigori Nikoláievich Neúimin desde el observatorio de Simeiz en Crimea.
Está nombrado por la palabra que significa último de un grupo.